# Amore mio (film, 1964)
Pour les articles homonymes, voir Amore mio.
Pour plus de détails, voir Fiche technique et Distribution.
Amore mio est un film dramatique italien réalisé par Raffaello Matarazzo et sorti en 1964.

## Synopsis
Mario, vendeur de bateaux, entend gémir dans une chambre en rentrant à son hôtel. Il finit par enfoncer la porte et découvre une jeune fille qui a tenté de se tuer. Il l’emmène à l’hôpital. Il revient prendre de ses nouvelles. Nora, qui vient d’achever ses études, était désespérée. Ses amis l’ont abandonnée à cause d’une famille scandaleuse : un père qu’elle ne connaît pas, une mère qui vit en passant d’un homme à un autre.
Nora, pleine de reconnaissance et d’admiration, tombe amoureuse de Mario. S’il est lui aussi sous le charme, il commence par refuser une relation bancale, engagé dans un mariage pourtant à bout de souffle et père d’une petite fille, Mirella. Devant l’insistance et le désespoir de Nora, il finit par succomber.
Ils vivent alors un grand amour. Mario installe Nora dans un bel appartement et annonce à sa femme qu’il la quitte. Celle-ci, se reprochant les scènes et es querelles permanentes, le supplie vainement de rester, et Mario va vivre avec Nora.
Mais Mirella, qui adore son père, et ignore pourquoi il n’est plus là, s’enfuit de la maison. Morts d’inquiétude, tous partent à sa recherche. Nora, à qui Mario n’avait jusque-là pas dit qu’il avait une fille, la retrouve près du bureau de son père. Mirella voulait simplement montrer à Mario la première rédaction pour laquelle elle avait une bonne note : « Parlez de votre père ».
Nora est anéantie en lisant la rédaction : elle se revoit à travers Mirella, pleurant le père absent. Elle quitte alors Mario pour accepter un poste d’interprète à Athènes.
Mario et Mirella la rattrapent à l’aéroport. Mario la supplie de rester. Qui va triompher en Nora : la femme amoureuse ou la jeune fille meurtrie qui refuse de faire vivre à Mirella ce dont elle-même a trop souffert ?

## Fiche technique
- Titre original italien : Amore mio[1]
- Réalisateur : Raffaello Matarazzo
- Scénario : Raffaello Matarazzo
- Photographie : Raffaele Masciocchi
- Montage : Tomassina Tedeschi
- Musique : Carlo Savina
- Décors : Carlo Leva
- Costumes : Delia Pellegrini
- Maquillage : Telemaco Tilli
- Production : Gilberto Carbone
- Société de production : P.A.R. Film Produzioni Artistiche Riunite
- Pays de production :  Italie
- Langue originale : italien
- Format : Noir et blanc - Son mono - 35 mm
- Durée : 95 minutes
- Genre : Drame sentimental
- Dates de sortie :
  - Italie : 1964 (visa délivré le 11 mars 1964[1])

## Distribution
- Eleonora Brown : Nora
- Paul Guers : Mario
- Antonella Lualdi : Elsa
- Didi Perego : la mère de Nora
- Luciana Angiolillo : la secrétaire de Mario
- Mario Siletti : Giovanni
- Aldo Bufi Landi : le médecin
- Emma Baron : Ottavia
- Attilio Dottesio : le policier
- Patrizia Canevari : Mirella
- Gianna Cobelli : vendeuse à l'atelier
- Irene Aloisi : la femme de l'immobilier
- Claudio Maccari
- Lamberto Antinori

## Autour du film
Amore mio est le dernier film de Raffaello Matarazzo, qui avait connu la gloire dans la années 50, et mourra oublié deux ans plus tard. Le film est très mal distribué et n'est même pas projeté à Rome.